# Элфик, Томми
То́мми Э́лфик (англ. Tommy Elphick; род. 7 сентября 1987 года, Брайтон) — английский футболист, защитник, тренер. Воспитанник клуба «Брайтон энд Хоув Альбион».

## Клубная карьера
Элфик является воспитанником молодёжной академии клуба «Брайтон энд Хоув Альбион». В начале сезона 2005/2006 Элфик был отдан в аренду клубу Южной конференции «Богнор Регис Таун». Вскоре после возвращения из аренды он получил возможность сыграть за основной состав «Брайтона». Его дебют состоялся 10 декабря 2005 года в матче с «Редингом». Летом 2006 года Элфик подписал с клубом свой первый профессиональный контракт. По итогам сезона 2007/2008 он был признан лучшим игроком клуба по версии болельщиков «Брайтона».
В конце сезона 2010/2011 Элфик получил серьёзную травму ахилла, потребовавшую проведения двух операций. Несмотря на то, что Томми пропустил весь сезон 2011/2012, руководство «Брайтона» предложило ему в апреле 2012 года подписать новый контракт на один год. Однако уже в августе Элфик покинул «Брайтон», за который провёл 182 матча.
13 августа 2012 года пропустивший из-за травмы 14 месяцев Элфик перешёл в «Борнмут», с которым заключил контракт сроком на три года. В новом клубе он дебютировал 18 августа 2012 года в игре против «Портсмута». Вскоре после своего перехода в «Борнмут» Элфик стал ключевым игроком команды и был назначен капитаном команды. В сезоне 2012/2013 помог своему клубу занять второе место в Первой лиге и выйти в Чемпионшип. В октябре 2014 года Элфик заключил с «Борнмутом» новый контракт на три года.
В сезоне 2014/2015 Элфик помог «Борнмуту» выиграть Чемпионшип и выйти в Премьер-лигу. В том сезоне он начинал в стартовом составе все 46 матчей команды в чемпионате и лишь раз был заменён. В стартовом составе начал Элфик и сезон 2015/2016 в Премьер-лиге, однако в августовском матче с «Вест Хэмом» он травмирован лодыжку. Травма оказалась серьёзной, в октябре была сделана операция. Лишь 30 января 2016 года Элфик вернулся в строй и принял участие в матче Кубка Англии. До апреля он восстанавливался и набирал форму и в конце сезона, начав снова выходить в стартовом составе «Борнмута», помог команде сохранить место в Премьер-лиге.
20 июня 2016 года «Астон Вилла», вылетевшая накануне из Премьер-лиги, договорилась с «Борнмутом» о приобретении Элфика за 3 млн фунтов. С новым клубом Томми заключил контракт на три года. Он стал первым приобретением Роберто Ди Маттео на посту главного тренера бирмингемского клуба. В новой команде Элфик сразу получил капитанскую повязку.